# The Breaking Point (film, 1961)
Pour les articles homonymes, voir Breaking Point.
The Breaking Point est un film anglais de Lance Comfort sorti en 1961.

## Fiche technique
- Réalisation : Lance Comfort, assisté de Peter Medak
- Scénario : Peter Lambert d'après un roman de Laurence Meynell
- Directeurs de la photographie : Frank Drake et Basil Emmott
- Producteur : Peter Lambert
- Musique : Albert Elms
- Montage : Peter Pitt
- Durée : 59 minutes

## Distribution
- Peter Reynolds : Eric Winlatter
- Dermot Walsh : Robert Wade
- Joanna Dunham : Cherry Winlatter
- Lisa Gastoni : Eva
- Jack Allen (en) : Ernest Winlatter
- Brian Cobby : Peter de Savory
- Arnold Diamond : Telling
- Eric Corrie : Wilson
- Desmond Cullum-Jones : Evans
- Geoffrey Denton : Debt Collector
- Richard Golding : Mintos
- John G. Heller : Mel
- Gertan Klauber : Lofty
- John Lawrence : Security Officer
- Mercia Mansfield : Ernest's Secretary
- Charles Russel : Cappel
- Joe Wadham : Boxer
- Pete Walker : Alex